# Giammarco Frezza
Giammarco Frezza (Róma, 1975. szeptember 12. –) olasz labdarúgó-középpályás.